# Sèrra de Somont
La Sèrra de Somont és una serra situada al municipi de Vielha e Mijaran a la comarca de la Vall d'Aran, amb una elevació màxima de 2.448 metres.